# Šlomo Gazit
Šlomo Gazit (hebrejsky: שלמה גזית, rodným jménem Šlomo Weinstein; * 1926 – 8. října 2020) byl penzionovaný generálmajor (aluf) Izraelských obranných sil, který v letech 1974 až 1978 stál v čele izraelské vojenské zpravodajské služby. Po odchodu z armády působil na akademické půdě a v letech 1982 až 1985 byl prezidentem Ben Gurionovy univerzity v Negevu. Je autorem řady knih.

## Biografie
Narodil se v tureckém Istanbulu do rodiny ukrajinských Židů. Před šestidenní válkou v roce 1967 působil jako vedoucí účetního oddělení izraelské armády, ale poté armádu dočasně opustil kvůli vysokoškolskému magisterskému studiu historie. Jeho studia však byla v létě roku 1967 přerušena, když byl ministrem obrany Moše Dajanem jmenován do čela komise, která byla pověřena řízením politických, bezpečnostních a později ekonomických záležitostí nově získaných teritorií. Tato skupina byla později přejmenována na jednotku pro koordinaci operací v teritoriích (The Unit for the Coordination of Operations in the Territories)
Po sedmi letech byl Gazit v roce 1974 povýšen do čela vojenské zpravodajské služby Aman, a tuto funkci zastával až do roku 1978.
Po odchodu z armády se stal na dvě čtyřletá období (1982–1985) prezidentem Ben Gurionovy univerzity v Beerševě. Od roku 1988 je členem katedry Jaffeeho centra strategických studií při Telavivské univerzitě.
Studium historie nakonec dokončil na Telavivské univerzitě v roce 1983, kde získal titul magistr.

## Dílo
- The Middle East Military Balance, 1988-1989: A Comprehensive Data Base & In-Depth Analysis of Regional Strategic Issues, Westview Press, 1990. ISBN 0-8133-0961-1
- The Middle East Military Balance, 1990-91, Westview Press, 1992. ISBN 0-8133-1413-5
- The Middle East Military Balance 1992-1993, Westview Press, 1994. ISBN 0-8133-2218-9
- The Middle East Military Balance 1993-1994, Westview Press, 1995. ISBN 0-8133-2658-3
- The Palestinian refugee problem, Tel Aviv University, 1995. ISBN 965-459-016-6
- The Carrot and the Stick: Israel's Policy in Judaea and Samaria, 1967-68 , B'nai B'rith Book Service, 1995. ISBN 0-910250-29-4
- Trapped Fools; Thirty Years of Israeli Policy in the Territories, Frank Cass, 2003. ISBN 0-7146-8390-6
- The Arab-Israeli Wars: War and Peace in the Middle East, Vintage, 2005. ISBN 1-4000-7963-2 (společně s Chajimem Herzogem)